# Medhi Benatia
Medhi Amine El Mouttaqi Benatia (arap.: مهدي بنعطية‎: Courcouronnes, Francuska 17. travnja 1987.) bivši je marokanski profesionalni nogometaš.

## Karijera
Benatia je rođen u Courcouronnes u Francuskoj od oca marokanske nacionalnosti i majke alžirske nacionalnosti. Svoju karijeru je Benatia započeo u Marseilleu 2003. godine, a potpisao svoj prvi profesionalni ugovor s njima dvije godine kasnije. Dana 1. srpnja 2010. Benatia potpisuje za talijanski klub Udinese Calcio. Tada je skupio 80 ligaških nastupa za Udinese i zabio šest golova. Dana 13. srpnja 2013. godine, Benatia je potpisao ugovor s Romom na pet godina u vrijednosti od 13,500.000 €. Dana 26. rujna Benatia postiže svoj prvi pogodak za klub, u pobjedi od 2-0, protiv Sampdorije. Dana 27. kolovoza 2014. godine Benatia je potpisao petogodišnji ugovor u vrijednosti od 26 milijuna € s Bayern Münchenom. Za njega su bili zainteresirani i Manchester City, Chelsea, Barcelona i Real Madrid. Benatia je postigao svoj prvi pogodak za Bayern 13. prosinca, u pobjedi rezultatom 4-0,  protiv FC Augsburga. U srpnju 2016. godine je se marokanski reprezentativac pridružio talijanskom Juventusu, na posudbi iz bavarskog Bayerna.
| Sezona        | Klub           | Liga    | Liga   | Kup     | Kup    | Kontinentalno | Kontinentalno | Ukupno  | Ukupno |
| Sezona        | Klub           | Nastupi | Golovi | Nastupi | Golovi | Nastupi       | Golovi        | Nastupi | Golovi |
| ------------- | -------------- | ------- | ------ | ------- | ------ | ------------- | ------------- | ------- | ------ |
| 2006. – 2007. | Tours          | 29      | 0      | 1       | 0      | -             | -             | 30      | 0      |
| 2007. – 2008. | Lorient        | 0       | 0      | 1       | 0      | -             | -             | 1       | 0      |
| 2008. – 2009. | Clermont       | 27      | 1      | 1       | 0      | -             | -             | 28      | 1      |
| 2009. – 2010. | Clermont       | 30      | 1      | 2       | 0      | -             | -             | 32      | 1      |
| Clermont      | Clermont       | 57      | 2      | 3       | 0      | -             | -             | 60      | 2      |
| 2010. – 2011. | Udinese        | 34      | 3      | 0       | 0      | -             | -             | 34      | 3      |
| 2011. – 2012. | Udinese        | 27      | 1      | 0       | 0      | 11            | 1             | 38      | 2      |
| 2012. – 2013. | Udinese        | 19      | 2      | 0       | 0      | 6             | 0             | 25      | 2      |
| Udinese       | Udinese        | 80      | 6      | 0       | 0      | 17            | 1             | 97      | 7      |
| 2013. – 2014. | Roma           | 33      | 5      | 4       | 0      | -             | -             | 37      | 5      |
| 2014. – 2015. | Bayern München | 8       | 1      | 0       | 0      | 5             | 0             | 13      | 1      |
| Ukupno        | Ukupno         | 207     | 14     | 9       | 0      | 22            | 1             | 238     | 15     |

Do 16. prosinca 2014.